# Dane DeHaan
Dane William DeHaan (ur. 6 lutego 1986 w Allentown) – amerykański aktor filmowy i telewizyjny.

## Życie prywatne
Ojciec, Jeff, pracuje w branży IT, matka, Cynthia Boscie pracuje w kierownictwie w firmie Metlife. Dane ma starszą siostrę Meghann. Przez trzy lata uczęszczał do Emmaus High School w Emmaus (Pensylwania) po czym przeniósł się na University of North Carolina School of the Arts, gdzie w 2008 zdobył dyplom.
DeHaan poślubił aktorkę Annę Wood podczas prywatnej ceremonii 30 czerwca 2012. Para jest ze sobą od 2006, mieszkają w Williamsburg na Brooklynie, mają córkę – Bowie Rose DeHaan (ur. 2 kwietnia 2017). Oboje pojawili się w filmie Kronika (2012). W maju 2020 urodziło się ich drugie dziecko – syn Bert Apollo DeHaan.
W 2017 DeHaan zagrał razem z Carą Delevingne w filmie  Luca Bessona Valerian i Miasto Tysiąca Planet opartym na francuskim komiksie Valerian.
Zagrał też główną rolę w filmie Tulipanowa gorączka (2017).

## Filmografia

### Filmy
- 2003: A.K.A.: It's a Wiley World! jako Chłopak na rowerze
- 2005: Woodrow Wilson
- 2010: Patricia Cornwell – Front jako Cal Tradd
- 2010: Ryzyko jako Cal Tradd
- 2012: Jack i Diane jako Chris
- 2012: Lincoln jako Drugi biały żołnierz
- 2012: Gangster jako Cricket Pate
- 2012: Kronika jako Andrew Detmer
- 2012: Drugie oblicze jako Jason
- 2013: Metallica: Through the Never jako Trip
- 2013: Na śmierć i życie jako Lucien Carr
- 2014: Niesamowity Spider-Man 2 jako Harry Osborn / Zielony Goblin
- 2014: Life After Beth jako Zach Orfman
- 2015: Life jako James Dean
- 2016: Two Lovers and a Bear jako Roman
- 2016: Lekarstwo na życie (A Cure for Wellness) jako Lockhart
- 2017: Tulipanowa gorączka (Tulip Fever) jako Jan Van Loos
- 2017: Valerian i miasto tysiąca planet jako Valerian
- 2019: The Kid jako Billy Kid
- 2023: Oppenheimer jako Kenneth Nichols
- 2023: Inwestorzy amatorzy jako Brad

### Seriale
- 1999: Prawo i porządek: sekcja specjalna jako Vince Beckwith
- 2008: Terapia jako Jesse
- 2008: Czysta krew jako Timbo

## Nagrody i nominacje
- Za rolę Luciena Carra w filmie Na śmierć i życie został nominowany do nagrody Gotham i nagrody BAFTA.